# Тихова, Ираида Осиповна
Ираи́да О́сиповна Тихо́ва (1896, Котово, Мышкинский уезд, Ярославская губерния — 7 августа 1967, Котово, Ярославская область) — преподавательница, регент хора, сподвижница архиепископа Серафима (Самойловича), хранительница его архива.
6 октября 2001 года определением Священного Синода Русской Православной Церкви причислена к лику новомучеников и исповедников Российских в лике исповедницы.

## Биография
Родилась в 1896 году в селе Котово Мышкинского уезда Ярославской губерния (ныне Угличского района Ярославской области) в благочестивой семье крестьянина-середняка Осипа Ивановича и Анны Александровны Тиховых. Ираида была младшим, седьмым ребёнком в семье. Её отец был старостой Успенской церкви села Котова. Окончила три класса сельской школы. С детства хотела стать учительницей, однако из-за бедности семьи получать знания ей приходилось путём самообразования. В 1917 году знакомится с архимандритом Серафимом (Самойловичем), настоятелем Угличского Покрово-Паисьевского монастыря, расположенного в двух километрах от Котова.
В 1918 году поступила на годичные курсы при учительской семинарии в Угличе, на которые принимались люди, имеющие начальное образование. Занималась со всем усердием. По окончании курсов только три девушки сдали все зачёты, среди них была и Ираида. В 1919 году, окончив курсы, и с ноября работала учительницей в школе селе Архангельское в 11 километрах от города. Обучение длилось четыре года, число учеников колебалось от семидесяти до ста. Она разделила их на две группы. Нет ни тетрадей, ни перьев, ни карандашей. Молодая учительница с горечью пишет об этом в своём дневнике и чудом изыскивает средства, чтобы приобрести для детей всё необходимое.

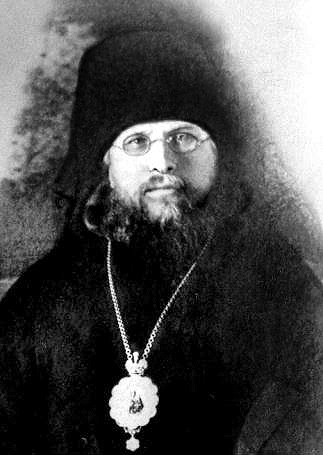
Епископ Серафим (Самойлович)

В 1922 году училась в Угличе на вечерних богословских курсах, организованных епископ Угличским Серафимом (Самойловичем). В этом же году она приняла большое участие в помощи арестованным по обвинению в сопротивлении изъятию церковных ценностей епископу Серафиму и его сподвижникам. К тому времени Ираида стала одной из ближайших помощниц
епископа Серафима. Между ними установились особо доверительные отношения.
Была регентом хора в Успенской церкви в селе Котове и одним из активных членов церковноприходского совета и церковной общины. После выхода Декларации митрополита Сергия в 1927 году примкнула к «непоминающим», отказываясь петь в церковном хоре, чтобы не поминать за богослужением заместителя патриаршего местоблюстителя митрополита Сергия (Страгородского).
Видимо, перед отъездом в ссылку в Могилёв в 1928 году, из которой ему уже не суждено было вернуться, архиепископ Серафим передал Ираиде Тиховой свой личный архив на хранение. Далее в течение всей своей жизни из лагерей и ссылок вплоть до самой своей мученической кончины в 1937 году архиепископ Серафим писал ей письма и пересылал на хранение многие важные документы. Последнее письмо Ираиде было написано 31 октября 1937 года за четыре дня до расстрела. В том же году он писал из могилёвской ссылки: «Родная Рая — какая же ты чудная, хорошая, добрая и вся Христова любовь и нежность. Спасибо тебе за все — и за этот приезд, твое снисхождение к моему томлению духа… Будь покойна — я так глубоко уважал тебя и так видел твою преданность, твою любовь, что всегда чувствовал себя спокойным в своей жизни. Я слишком много возлагал на твои плечи и оч[ень] много давал работы твоему сердцу… Ничтоничто не может затемнить твоего светлого, доброго образа, готового всегда на самопожертвование — на голгофу».
В 1931 году была арестована, ей предъявлялись обвинения в поддержке осуждённого духовенства. Была приговорена к трём годам исправительно-трудовых лагерей. После освобождения ей было отказано в восстановлении на работе в местной школе. В 1934 году была арестована по обвинению в «антисоветской деятельности», 24 дня находилась в заключении, после чего была освобождена за недоказанностью обвинения. Вернувшись в Котово, она поступила учительницей в школу близлежащего села Покровские Горки. Школа эта ранее принадлежала закрытому мужскому Покровскому монастырю.
В 1930-е годы Ираида Тихова стала связной между близкими по духу церковными деятелями, находящимися в различных местах заключения и ссылках, а именно: митрополитом Кириллом (Смирновым), архимандритом Неофитом (Осиповым), митрополитом Иосифом (Петровых), епископом Афанасием (Сахаровым), монахиней Ксенией (Красавиной) и архиепископом Серафимом. Круг личного и письменного общения Ираиды Тиховой был весьма широк. Нередко контакты между видными церковными деятелями осуществлялись именно через неё. Организовывала помощь этим людям, собирала посылки и передачи и ездила к ним в ссылку, в том числе для передачи писем от одних к другим.
В 1941 году после создания Угличской ГЭС школа и остатки монастыря были затоплены. К преподаванию больше не возвращалась, была регентом хора Успенской церкви селе Котово.
В начале 1938 года познакомилась в Угличе с освобождённым из заключения епископом Василием (Преображенским) и пригласила его жить в своём доме. Поселившись в апреле 1942 году в селе Котове, епископ Василий договорился с местным священником Константином Соколовым служить в будние дни для небольшого круга верующих вечерню и литургию, на которых Ираида Тихова регентовала и пела. Также был организован евангельский кружок, а позднее в бане при доме Ираиды Осиповны был устроен домовый храм.
Незадолго до ареста передала на хранение свой архив (чемодан с документами) к подруге, как ее тогда называли, Мане Селивановской, из деревни Селиваново.
5 ноября 1943 года была арестована. Вместе с ней были арестованы епископ Василий, иеромонах Дамаскин (Жабинский), а также родственники Ираиды Тиховой: её брат Иван Осипович, сёстры Анна и Серафима, тётка Васса Ивановна Тиховы. Обвинялась в антисоветской агитации, в том, что она являлась участницей нелегальной антисоветской церковной организации «Истинно Православная Церковь», занималась активной антисоветской деятельностью, участвовала в организации подпольной домашней церкви. При обыске в её доме были изъяты антиминс, панагия, два серебряных креста, две иконы, полное архиерейское облачение и вся церковная утварь, необходимая для богослужения.
Епископ Василий был сломлен на следствии. Он не только признал измышления следователей в создании им антисоветской организации (тогда вина падала бы на него одного), но и назвал имена конкретных её «участников» и состав их «преступлений». В числе оговорённых была и Ираида Тихова. Виновной себя Тихова не признала. Наличие тайной антисоветской организации и участие в её деятельности категорически отрицала.
7 октября 1944 года приговорена к ссылке в Коми АССР сроком на 5 лет. Жила в Сыктывкаре и работала на кожевенно-обувном комбинате на выделке тюленьих шкур. Работа была очень тяжелой: ей приходилось очищать тюленьи шкуры от жира. В 1945 году из ссылки написала письмо в НКВД, где просила о пересмотре дела, но получила отказ.

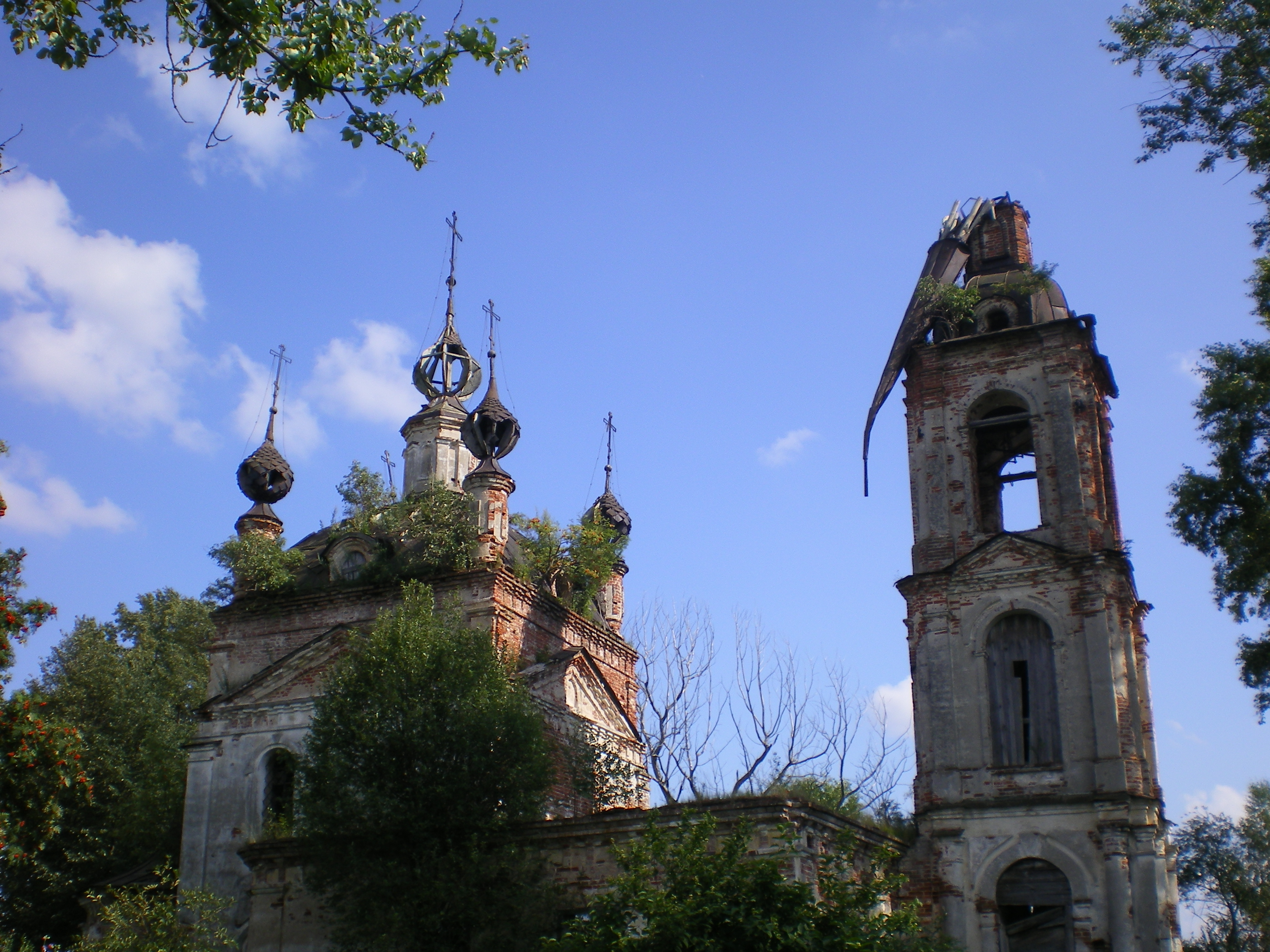
Успенский храм в селе Котово. Фото 2007 года.

6 ноября 1948 года была освобождена. После окончания ссылки некоторое время оставалась в Сыктывкаре. Потом вернулась в Котово. Ее здоровье было подорвано, болели отмороженные руки и ноги. Вела благочестивую жизнь, предоставляла в своем доме приют для странников, послушниц и монахинь, многие из которых только недавно освободились из ссылок и концлагерей.
В 1954—1955 годах Успенская церковь была закрыта. Приехавшая из Углича комиссия изъяла ценности и утварь. После этого храм подвергался периодическому разграблению. Ираида Осиповна хранила ключи от церкви у себя и делала всё возможное, чтобы воспрепятствовать её разорению: прогоняла назойливых туристов, заменяла сломанные замки новыми. Но остановить разрушение церкви было не в её силах.
С 1955 года ухаживала за парализованным после аварии братом-лётчиком, переселившись с ним в баньку, которую легче было протопить зимой.
Скончалась 7 августа 1967 года в селе Котово. Похоронена на сельском кладбище рядом с могилами родных, возле развалин Успенской церкви.
Чемодан с архивом Ираиды Тиховой был найден в 2002 году на чердаке дома Мани Селивановской под стожком сена ее племянницами. Они позвонили сестре в Москву, так как знали, что она работает в церкви. Ее муж был помощником старосты церкви Рождества Пресвятой Богородицы села Анискино Щелковского района Московской области, он и привез этот чемодан настоятелю храма протоиерею Сергию Казакову. В 2012 году при непосредственном участии настоятеля храма Воскресения Христова в Кадашах протоиерея Александра Салтыкова и заведующего кафедрой истории Русской Православной Церкви ПСТГУ священника Александра Щелкачёва этот чемодан был передан в Свято-Тихоновский университет.
6 августа 2022 года в Красной гостиной Угличского кремля прошёл круглый стол «К истории о святых — исповедница Ираида Тихова. 55 лет со дня преставления». Организатором круглого стола стал Алексеевский женский монастырь.